# Таубани, Хусни
Хусни Таубани (араб. حسني ثوباني‎; род. 15 июня 1996) — коморский дзюдоист. Участник летних Олимпийских игр 2020 года.

## Биография
Хусни Таубани родился 15 июня 1996 года.
Трижды участвовал в чемпионатах Африки по дзюдо. В 2020 году в Антананариву и в 2021 году в Дакаре выбыл после первого поединках весовой категории до 81 кг, в обоих случаях уступив Фетре Рацимизиве с Мадагаскара. В 2023 году в Касабланке также уступил в первом раунде веса до 81 кг Абдельрахману Абдельгани из Египта.
В 2021 году вошёл в состав сборной Комор на летних Олимпийских играх в Токио. В весовой категории до 81 кг в 1/32 финала проиграл иппоном на 41-й секунде Робину Пацеку из Швеции.
Стал первым дзюдоистом, представлявшим Коморы на Олимпийских играх.
В 2023 году в Гран-при Верхней Австрии в Линце проиграл в первом раунде в весе до 81 кг Виктору Стерпу из Молдавии. В том же году участвовал в турнире «Большой шлем» в Париже, где коморские дзюдоисты были представлены впервые. В первом раунде в весе до 81 кг проиграл Кэтэлину Марину из Молдавии.